# L'Ennemie (film, 1927)
Pour le film italien de Giorgio Bianchi sorti en 1952, voir L'Ennemie (film).
Pour plus de détails, voir Fiche technique et Distribution.
L'Ennemie (titre original : The Enemy) est un film muet américain réalisé par Fred Niblo et sorti en 1927.

## Synopsis
Carl Behrend et Pauli Arndt viennent de se marier. Lui est fils d'un homme d'affaires, elle, fille d'un professeur. En 1917, alors que la Première Guerre mondiale fait rage en Europe, Carl est appelé au front et la vie devient dure pour ceux qui restent. Désemparée, Pauli vit mal cet épisode, d'autant que son père est révoqué pour ses opinions pacifistes…

## Fiche technique
- Titre original The Enemy
- Réalisation : Fred Niblo
- Scénario : Willis Goldbeck, Agnes Christine Johnston, d'après une pièce de Channing Pollock
- Chef opérateur : Oliver T. Marsh
- Montage : Margaret Booth
- Costumes : Gilbert Clark
- Direction artistique : Richard Day, Cedric Gibbons
- Assistant-réalisateur : Harold S. Bucquet
- Producteur : Fred Niblo
- Société de production : Metro-Goldwyn-Mayer
- Genre : Drame romantique, Film de guerre
- Durée : 90 minutes
- Dates de sortie : 
  - États-Unis : 8 décembre 1927

## Distribution
- Lillian Gish : Pauli Arndt
- Ralph Forbes : Carl Behrend
- Ralph Emerson : Bruce Gordon
- Frank Currier : Professeur Arndt
- George Fawcett : August Bejremd
- Fritzi Ridgeway : Mitzi Winkelmann
- Hans Joby : Fritz Winkelmann
- Karl Dane : Jan
- Polly Moran : Baruska
- Billy Kent Schaefer : Kurt
- Betty Jane Graham : la petite fille
- Louise Emmons
- Joel McCrea